# Calabozos (volcán)
Calabozos es una caldera volcánica en el centro de la Región del Maule en Chile. Parte del segmento volcánico de los Andes chilenos , es considerado miembro de la Zona Volcánica del Sur (SVZ), uno de los tres cinturones volcánicos distintos de América del Sur. Esta sección más activa de los Andes se extiende a lo largo del borde occidental del centro de Chile e incluye más de 70 de los estratovolcanes y campos volcánicos de Chile. Calabozos se encuentra en una zona extremadamente remota de montañas mal glaciadas.
Calabozos y la mayoría de los volcanes andinos formados a partir de la subducción de la placa oceánica de Nazca bajo la litosfera continental continental de América del Sur . La caldera se encuentra en una región de transición entre la litosfera gruesa y delgada, y es probablemente suministrada por un conjunto de magma andesítico y riolítico. Se asienta sobre un lecho histórico de roca sedimentaria volcánica y plutónica (roca formada dentro de la Tierra) que a su vez se asienta sobre una capa de roca sedimentaria y metamórfica fusionada.
Calabozos es responsable del enorme Tuff Loma Seca, un cuerpo de material de 200 kilómetros cúbicos a 500 kilómetros cúbicos de volumen. Se acumuló durante al menos tres períodos eruptivos, comenzando hace 800,000 años y durando hasta 150,000 años atrás.
Las dimensiones de la caldera son 26 kilómetros por 14 kilómetros, y tiene una elevación de 3.508 metros. La actividad de la caldera ha producido muchos otros estratovolcanes para formar un volcán complejo.

## Geografía
Calabozos se encuentra en el centro de la Región del Maule en Chile, cerca de Curicó y Talca, en los Andes occidentales. Esta es un área de montañas mal glaciadas que no está permanentemente poblada. No hay carreteras, y solo se puede acceder a caballo o a pie.
Calabozos es parte del cinturón volcánico de los Andes, que parte de él se extiende a lo largo del borde occidental del centro de Chile y se extiende hacia el sur, saltando la frontera para continuar su curso en Argentina. Esta gama incluye al menos nueve complejos de caldera.  
Calabozos es una caldera en forma de anillo de 26 kilómetros por 14 kilómetros de ancho, con una elevación de 3.508 metros. Los volcanes se han formado por erupciones en el cráter. El más grande, que se encuentra en el borde sur de la caldera, es el complejo holocénico Cerro del Medio con una elevación de 3 508 metros. Está compuesto principalmente de andesita y dacita, y tiene un volumen de 20 kilómetros cúbicos a 25 kilómetros cúbicos. En el borde suroccidental, varias erupciones han creado el volcán Descabezado Chico que consiste en cuatro cráteres volcánicos superpuestos. La última erupción ocurrió durante el Holoceno, y produjo un flujo de lava dacítico (2,5 kilómetros cúbicos en volumen) que se extiende por 30 kilómetros. El cerro Colorado, con una elevación de 2 928 metros, forma otro cono en el complejo.
Hacia el centro de la caldera, están presentes las aguas termales que incluyen Cajón Los Calabozos y Baños de Llolli. Los manantiales tienen una antigüedad de unos t0,3 millones de años, y pueden haberse formado directamente después de la segunda erupción de Calabozos como resultado del levantamiento causado por la actividad que se repite en la caldera. Los respiraderos se producen en dos grupos, Colorado y Puesto Calabozos, y están ubicados a lo largo del margen de una falla en el borde suroccidental de la caldera. Hildreth et al. (1983) evaluaron que Calabozos podría ser potencialmente útil para la extracción de energía geotérmica.

## Geología

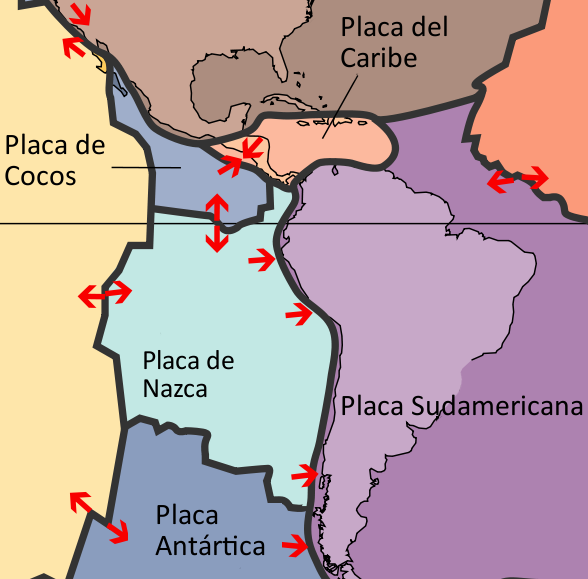
La subducción de la Placa de Nazca resultó en la formación del Cinturón volcánico de los Andes y la Fosa de Perú-Chile.

Calabozos es uno de los 44 volcanes de la época del Holoceno ubicados en el centro de Chile y Argentina. Está incluido dentro de la Cinturón volcánico de los Andes, la sección más activa de los Andes chilenos. La fecha de su última erupción conocida no se conoce con precisión, aunque se cree que tuvo lugar durante el Holoceno.
A través de la datación de K-Ar, el geólogo Robert Edward Drake estableció la edad de 66 eventos en el centro de Chile y los dividió en grupos según la época de su origen. En un artículo publicado en 1976, describió la ubicación de cada grupo y el movimiento de vulcanismo de tendencia oeste-este en el rango. Al oeste de los Andes chilenos se encuentran un grupo temprano de erupciones, que data del Oligoceno y el Mioceno temprano. La escala de los eventos eruptivos que produjeron estas características sigue sin estar clara. Más hacia el este, en el rango real, hay un gran número de erupciones. Entre 15,3 y 6,4 millones de años, se produjo una erupción generalizada, seguido de un extenso plegamiento; este proceso luego se repitió de 18.4 a 13.7 millones de años durante el Mioceno. A partir de los 6.4 millones de años, los Andes chilenos permanecieron en silencio, aunque no se sabe si este período de calma tuvo lugar en todos los Andes. Los volcanes del centro de Chile volvieron a estar activos alrededor de 2.5 millones de años, y han entrado en erupción casi continuamente desde entonces.
Calabozos se encuentra en un área entre la corteza continental gruesa y delgada, y sus erupciones probablemente se alimentan de un grupo de magma andesítico y riolítico que se encuentra justo debajo de su caldera. La caldera está sustentada por una capa de roca sedimentaria volcaniclástica de la era Mesozoica fusionada con rocas intrusivas y volcánicas de la era Terciaria, sobre una capa de roca sedimentaria y roca metamórfica precámbrica-triásica formada a partir de plutones posteriores (intrusiones de magma). Bajo su borde noreste, Calabozos está cortado por un segmento de rocas sedimentarias de tendencia norte-sur que incluye yesíferos y carbonatos.
Calabozos es similar en edad a Cerro Azul y Descabezado Grande, y sus erupciones pueden corresponder a la actividad pasada en ambos volcanes. Los productos de erupción de composición muy similar (incluyendo andesita máfica, aglutinados y dacita) forman los volcanes. También hay una similitud en el tamaño (todos tienen entre 40 y 70 kilómetros cúbicos en volumen).
El volcán parece ser parte de un grupo norte-sur de volcanes riolíticos, cuaternarios silícicos (que incluyen el campo volcánico Puelche, la Laguna del Maule y el Volcán Domuyo) que se desvía de la dirección norte-noreste del resto de los Andes. La formación direccional de este cinturón corresponde al movimiento de plegado y empuje de la falla cercana de Malargüe, que se formó en el Terciario y permaneció activa hasta el Plioceno temprano o el Mioceno tardío. Esto puede sugerir que la actividad de Calabozos es más dependiente de los procesos locales que de la subducción de la placa de Nazca.

### Registro geológico
En comparación con las rocas bien conservadas de la parte seca y central de los Andes, el registro que define el sector sur está mal conservado. Los restos de erupciones del Mioceno y Cuaternario dentro de la parte central se conservan claramente en el registro de rocas. Las hojas de flujo de ceniza constituyen hasta el 40 por ciento del material erupcionado total del área, lo que sugiere que las erupciones piroclásticas fueron bastante importantes durante este tiempo. Al examinar la tasa de erupción de volcanes individuales, Hildreth et al. llegó a la conclusión de que cantidades similares de vulcanismo de ceniza también tuvieron lugar en el sector sur. Su estudio estableció que, en particular, faltaba ceniza silícica del registro, y concluyó que la erosión probablemente había interrumpido la deposición de roca volcánica.
Si bien la historia volcánica del área se remonta mucho más atrás, los primeros eventos completamente reconocibles en la región se registran en la formación piroclástica Campanario. Esta secuencia parece comenzar en Laguna de la Invernada y oscila entre 15 y 6 millones de años. En el lago se pueden encontrar restos de intrusiones de magma de hasta 7 millones de años. La fase volcánica más reciente comenzó alrededor de 4 millones de años, produciendo erupciones en gran parte andesíticas. Una serie de erupciones acumularon una amplia meseta de lava y se extendieron sobre el área donde ahora se encuentra Calabozos. Localmente, esta meseta estaba compuesta de andesita máfica con olivino, que con el tiempo se reunió para formar capas de 300 metros a 500 metros de espesor. Los volcanes cercanos se sientan en la cima de dos lavas que se formaron durante este período, mientras que el tuff Loma Seca se encuentra encima de los depósitos andesíticos del Descabezado Grande.

### Composición
Calabozos se encuentra entre dos tipos diferentes de vulcanismo: al norte, la andesita y la riolita son los componentes primarios de la lava, mientras que sus vecinos del sur están compuestos por más andesita y el basalto máficos. Es principalmente andesita basáltica y riodacita que componen Calabozos, formando una suite calcoalcalina rica en potasio. Sus lavas están salpicadas de fenocristales, que varían de 2 a 25 por ciento de su masa. Estos fenocristales están hechos típicamente de plagioclasa, pero también contienen clinopiroxeno, ortopiroxeno, ilmenita, apatita y titanomagnetita.

## Historia eruptiva

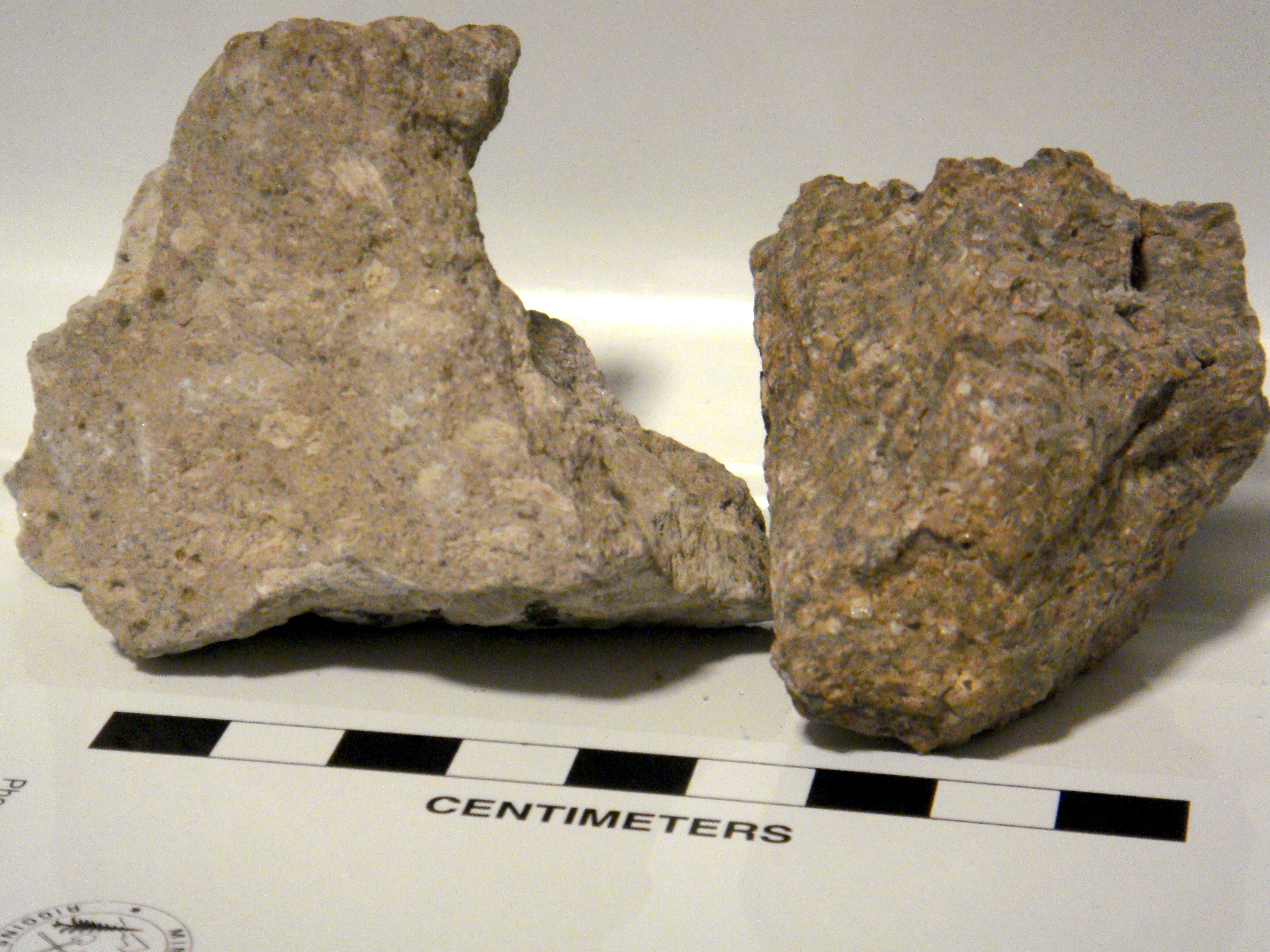
La tercera erupción tuvo un alto contenido de llama (a la derecha) y arrojó material con grandes fenocristales.

Durante el Pleistoceno tardío, Calabozos erupcionó toba compuesta principalmente de riodacita y dacita . Tres diferentes erupciones han tenido lugar en el último millón de años. Las hojas de cenizas sobrantes sobrantes de todas las erupciones juntas oscilan entre 200 kilómetros cúbicos y 500 cúbicos de volumen y se conocen como tuff Loma Seca.
La primera erupción, que tuvo lugar hace 0,8 millones de años, se diferenciaba de las erupciones posteriores en que su producto carece de lentejuelas aplanadas (capas de mineral con forma de lente o roca incrustadas en la roca). La toba está salpicada predominantemente de fenocristales de plagioclasa, que constituyen entre menos del 5 y aproximadamente el 15 por ciento de la masa de cada partícula. Después de ser erupcionado, el material se asentó en cañones, donde se sometió a glaciación. Estos acantilados tallados que caen hasta 100 metros. La toba está limitada a solo unos pocos kilómetros alrededor del complejo.
Teniendo lugar 0.3 millones de años, la segunda erupción fue la más extensa. Probablemente estaba entre 250 kilómetros cúbicos y 300 kilómetros cúbicos en volumen y se extendía más allá de los alcances de la caldera, hacia abajo de las estribaciones adyacentes. Más allá de la caldera, los productos eruptivos son pobres en fenocristales (a diferencia de los de la primera erupción). En su lugar, son ricos en material lítico, que representa hasta un 10 por ciento de la roca en partes (50 por ciento en la base de la caldera). Cuando se depositó la primera de las cenizas, se acumuló en capas que se formaron rápidamente y resistieron la erosión, pero solo se fusionaron parcialmente. Sin embargo, a excepción de estas capas basales y zonas delgadas donde la ceniza se desvitrificó (pierde las propiedades de un vidrio y se vuelve frágil), toda la lámina se funde. Dentro de Calabozos, la ceniza resistió la soldadura y contiene más fenocristales. En cambio, la erosión se apoderó de ella, en forma de lixiviación ácida, y rompió gran parte de su contenido de piedra pómez. Aun así, la capa de roca contiene de cinco a 30 por ciento de fenocristales y tiene altos niveles de desvitrificación y contenido lítico.
La actividad continuó durante aproximadamente 150 mil años en la forma de erupciones andesíticas silenciosas, ya que la glaciación tuvo lugar. Hace 150 mil años, un tercer y último flujo de ceniza hizo erupción. Con un volumen de 175 kilómetros cúbicos a 250 kilómetros cúbicos, fue más pequeña que la segunda erupción, pero actuó de manera similar y tuvo una toba mucho más densamente soldada. La ceniza era más gruesa a 300 metros, en Loma Seca, y la parte superior del depósito ha sufrido erosión. Está densamente soldada en grietas, pero no en capas finas de 50 metros, donde gran parte del material apenas está soldado o no está soldado en absoluto. Las primeras capas del último depósito eran cinturones alternados de material claro y oscuro, y estaban soldadas densamente. Aparentemente fueron erupcionados en pulsos y continúan por cientos de metros. La deposición fue continua a excepción de una interrupción, que se puede ver en la proximidad de la caldera, donde las capas se reemplazan por láminas finas de lava no soldadas. Otra zona de materiales no soldados, de unos 20 metros y cerca de Cajón Los Calabozos, no sufrió erosión, lo que sugiere que la actividad se detuvo y luego comenzó de nuevo.

## Amenazas y preparación
Su lejanía significa que Calabozos representa una pequeña amenaza para los humanos, pero de ser necesario, los esfuerzos de socorro podrían ser orquestados. El Volcano Disaster Assistance Program (VDAP) se formó en respuesta a la famosa erupción del Nevado del Ruiz en Colombia y salvó vidas luego de la erupción de Volcán Hudson en Chile en 1991 al organizar las evacuaciones. El objetivo declarado del equipo es "reducir las muertes causadas por la erupción y las pérdidas económicas en los países en desarrollo". Compuesto por varias oficinas de USGS como el Servicio Geológico de los Estados Unidos (CVO), responsable de monitorear el Monte Santa Helena, el equipo cuenta con equipos para monitorear cualquier volcán, permitiendo la predicción oportuna de erupciones volcánicas y la evacuación de hogares cercanos.